# 威尼斯 (密蘇里州)
威尼斯（英語：Venice）是位於美國密蘇里州香農縣的非建制地區。

## 歷史
威尼斯的郵局於1913年設立，其後於1933年停運。

## 地理
威尼斯所處的海拔為高於海平面342米（即1122英呎），而該地所採用的時區為UTC-6，即北美中部時區（CST）。同時該地設有夏令時間，為UTC-6調快一小時，即UTC-5（CDT）。